# Aykan Erdemir
Aykan Erdemir (n. 1974) es un antropólogo y político turco.

## Biografía
Nacido el 28 de julio de 1974 en Bursa, se doctoró en Antropología y Estudios de Oriente Medio en la Universidad de Harvard.
Fue miembro de la Gran Asamblea Nacional Turca entre 2011 y 2015 dentro de las filas del Partido Republicano del Pueblo (CHP).
Conocido por su defensa de la libertad religiosa y los derechos de las minorías en Oriente Medio, en 2015 se unió como fellow no residente al think tank Foundation for Defense of Democracies.